# Niels Thomsen (skolemand)
 For alternative betydninger, se Niels Thomsen. (Se også artikler, som begynder med Niels Thomsen)
Niels Thomsen Græm (27. maj 1840–12. juni 1920) var skolebestyrer og seminarieforstander i Odense.
Han var født i Græm i Husby Sogn i Ulfborg Herred i Ringkøbing Amt som søn af husmand, fisker og strandfoged Thomas Jensen Græm og hustru Maren Nielsdatter.
Niels Thomsen tog lærereksamen fra Jelling Seminarium i 1860. Efter to år som huslærer på sin hjemegn i Vestjylland kom han i 1862 til Stege på Møn, hvor han gennem Bojsen-familien blev påvirket af grundtvigianismen. Dernæst blev han lærer i religion og dansk på Gedved Højskole og Seminarium 1866–1872, hvor Peter Bojsen var forstander og gift med Ingeborg Crone, med hvis søster Ida Rasmine Vilhelmine Crone, født 14. februar 1837 i Timring, Niels Thomsen blev gift i Tolstrup Kirke (Tolstrup Sogn, Voer Herred, Skanderborg Amt) den 8. september 1871.
1872–1883 var Niels Thomsen lærer i Skrillinge i Kauslunde Sogn ved Middelfart, inden han i 1883 købte Julie Heins' Skole og kvindeseminarium i Odense, der i 1885 blev sammenlagt med mandsseminariet til et fællesseminarium, Odense Seminarium, hvis forstander han var 1895–1905. Han fortsatte som lærer ved seminariet til 1908.